# Nuno Simões

Nuno Simões.

Nuno Simões (Calendário, 30 de janeiro de 1894 — Lisboa, 27 de julho de 1975) foi um republicano português, que foi Governador Civil de Vila Real, membro do Supremo Tribunal Administrativo, deputado e ministro do Comércio e das Comunicações em três governos da 1ª República (entre 1921 e 1925), economista, jornalista e advogado.
Foi igualmente diretor gerente da revista Atlântida(1915-1920). Foi autor de Gente risonha : palavras sobre a caricatura e alguns caricaturistas do nosso tempo no primeiro serão d'arte do Salão dos Humoristas do Porto  (1915).
Defendia o lusobrasileirismo, uma aproximação cultural entre Portugal e o Brasil, fundamentada nos laços de sangue, língua e história portuguesa.

## Obras
- Portugueses no mundo: esboço para um estudo e notas de uma campanha (1940)